# Салман ибн Султан Аль Сауд
Салман ибн Султан ибн Абдул-Азиз Аль Сауд (араб. سلمان بن سلطان بن عبد العزيز آل سعود‎; род. 2 февраля 1976, Дахран, Восточный административный район) —  губернатор провинции Медина в ранге министра с 12 декабря 2023 года. Заместитель министра обороны Саудовской Аравии с 2013 по 2014 год. Шестой сын бывшего кронпринца Саудовской Аравии Султана ибн Абдул-Азиза Аль Сауда.

## Биография
Родился в 1976 году в Дахране в семье принца Султана.
Имеет степень бакалавра военных наук.
Начал военную карьеру в звании лейтенанта, был командиром взвода в ПВО, позднее служил военным атташе.
С 2008 года по 6 августа 2013 года был помощником генерального секретаря СНБ. 
С 6 августа 2013 по 14 мая 2014 года занимал пост заместителя министра обороны Саудовской Аравии. Его заменил Халид ибн Бандар Аль Сауд. Позднее стал заместителем генерального секретаря в Фонде принца Султана.
В декабре 2023 года был назначен губернатором Медины, в качестве которого заменил двоюродного брата принца Фейсала ибн Салмана Аль Сауда, который был назначен королевским советником.